# Liste der Gouverneure von Amerikanisch-Samoa

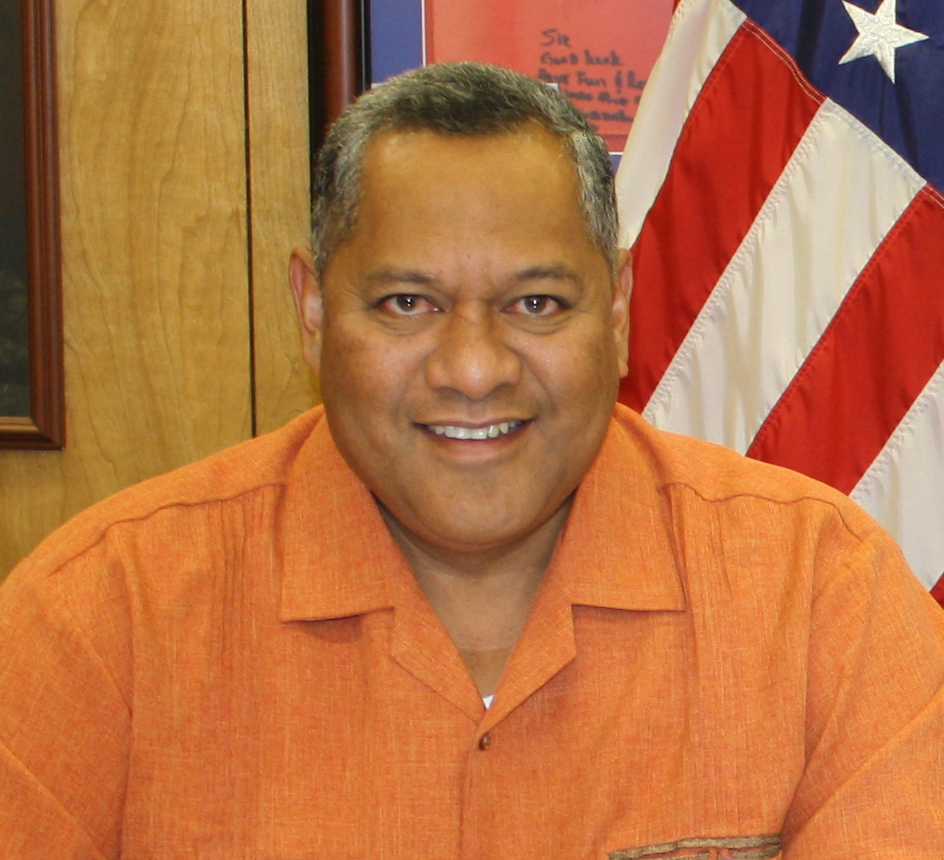
Lemanu Peleti Mauga, derzeitiger Gouverneur von Amerikanisch-Samoa

Diese Liste umfasst die Gouverneure des US-Außengebietes Amerikanisch-Samoa. Seit 1978 werden die Gouverneure direkt durch das Volk gewählt; zuvor gab es lediglich ernannte militärische (bis 1951) und zivile Amtsinhaber.
| Name                                          | Lebensdaten | Amtszeit                               | Partei       |
| --------------------------------------------- | ----------- | -------------------------------------- | ------------ |
| Charles Brainard Taylor Moore                 | 1853–1923   | 30. Januar 1905 – 21. Mai 1908         |              |
| John Frederick Parker                         | 1853–1911   | 21. Mai 1908 – 10. November 1910       |              |
| William Michael Crose                         | 1867–1929   | 10. November 1910 – 14. März 1913      |              |
| Nathan Woodworth Post (kommissarisch)         | 1881–1938   | 14. März 1913 – 14. Juli 1913          |              |
| Clark Daniel Stearns                          | 1870–1944   | 14. Juli 1913 – 2. Oktober 1914        |              |
| Nathan Woodworth Post (kommissarisch)         | s. o.       | 2. Oktober 1914 – 6. Dezember 1914     |              |
| Charles Armijo Woodruff (kommissarisch)       | 1884–1945   | 6. Dezember 1914 – 1. März 1915        |              |
| John Martin Poyer                             | 1861–1922   | 1. März 1915 – 10. Juni 1919           |              |
| Warren Jay Terhune                            | 1869–1920   | 10. Juni 1919 – 3. November 1920       |              |
| Waldo A. Evans                                | 1869–1936   | 3. November 1920 – 1. März 1922        |              |
| Edwin Taylor Pollock                          | 1870–1943   | 1. März 1922 – 4. September 1923       |              |
| Edward Stanley Kellogg                        | 1870–1948   | 4. September 1923 – 17. März 1925      |              |
| Henry Francis Bryan                           | 1865–1944   | 17. März 1925 – 9. September 1927      |              |
| Stephen Victor Graham                         | 1874–1955   | 9. September 1927 – 2. August 1929     |              |
| Gatewood Sanders Lincoln                      | 1875–1957   | 2. August 1929 – 24. März 1931         |              |
| James Sutherland Spore (kommissarisch)        | 1885–1937   | 24. März 1931 – 22. April 1931         |              |
| Arthur Tenney Emerson (kommissarisch)         | 1893–1975   | 22. April 1931 – 17. Juli 1931         |              |
| Gatewood Sanders Lincoln                      | s. o.       | 17. Juli 1931 – 12. Mai 1932           |              |
| George Bertram Landenberger                   | 1879–1936   | 12. Mai 1932 – 10. April 1934          |              |
| Thomas Calloway Latimore (kommissarisch)      | 1890–1942   | 10. April 1934 – 17. April 1934        |              |
| Otto Carl Dowling                             | 1881–1946   | 17. April 1934 – 15. Januar 1936       |              |
| Thomas Benjamin Fitzpatrick (kommissarisch)   | 1896–1974   | 15. Januar 1936 – 20. Januar 1936      |              |
| MacGillivray Milne                            | 1882–1959   | 20. Januar 1936 – 3. Juni 1938         |              |
| Edward William Hanson                         | 1889–1959   | 26. Juni 1938 – 30. Juli 1940          |              |
| Jesse Rink Wallace (kommissarisch)            | 1899–1961   | 30. Juli 1940 – 8. August 1940         |              |
| Laurence Wild                                 | 1890–1971   | 8. August 1940 – 5. Juni 1942          |              |
| Henry Louis Larsen (Militärgouverneur)        | 1890–1962   | 17. Januar 1942 – 25. April 1942       |              |
| John Gould Moyer                              | 1893–1976   | 5. Juni 1942 – 8. Februar 1944         |              |
| Allen Hobbs                                   | 1899–1960   | 8. Februar 1944 – 27. Januar 1945      |              |
| Ralph Waldo Hungerford                        | 1896–1977   | 27. Januar 1945 – 3. September 1945    |              |
| Samuel Wakefield Canan (kommissarisch)        | 1898–1964   | 3. September 1945 – 10. September 1945 |              |
| Harold Alexander Houser                       | 1897–1981   | 10. September 1945 – 22. April 1947    |              |
| Vernon Huber                                  | 1899–1967   | 22. April 1947 – 7. Juli 1949          |              |
| Thomas Francis Darden, Jr.                    | 1900–1961   | 7. Juli 1949 – 23. Februar 1951        |              |
| Phelps Phelps                                 | 1897–1981   | 23. Februar 1951 – 16. Juli 1952       |              |
| John C. Elliott                               | 1919–2001   | 16. Juli 1952 – 28. November 1952      |              |
| James Arthur Ewing                            | 1916–1991   | 28. November 1952 – 4. März 1953       |              |
| Lawrence M. Judd                              | 1887–1968   | 4. März 1953 – 1. Oktober 1953         |              |
| Richard Barrett Lowe                          | 1902–1972   | 1. Oktober 1953 – 15. Oktober 1956     |              |
| Peter Tali Coleman                            | 1919–1997   | 15. Oktober 1956 – 24. Mai 1961        |              |
| Hyrum Rex Lee                                 | 1910–2001   | 24. Mai 1961 – 31. Juli 1967           |              |
| Owen Stuart Aspinall                          | 1927–1997   | 1. August 1967 – 31. Juli 1969         |              |
| John Morse Haydon                             | 1920–1991   | 1. August 1969 – 14. Oktober 1974      |              |
| Frank Carpenter Mockler (kommissarisch)       | 1909–1993   | 15. Oktober 1974 – 6. Februar 1975     |              |
| Earl Baker Ruth                               | 1916–1989   | 6. Februar 1975 – 30. September 1976   |              |
| Frank Barnett                                 | 1933–2016   | 1. Oktober 1976 – 27. Mai 1977         |              |
| Hyrum Rex Lee                                 | s. o.       | 28. Mai 1977 – 3. Januar 1978          |              |
| Peter Tali Coleman                            | s. o.       | 3. Januar 1978 – 3. Januar 1985        | Republikaner |
| Lutali Aifili Paulo Lauvao                    | 1919–2002   | 3. Januar 1985 – 2. Januar 1989        | Demokrat     |
| Peter Tali Coleman                            | s. o.       | 2. Januar 1989 – 3. Januar 1993        | Republikaner |
| Lutali Aifili Paulo Lauvao                    | s. o.       | 3. Januar 1993 – 3. Januar 1997        | Demokrat     |
| Tauese Pita Fiti Sunia                        | 1941–2003   | 3. Januar 1997 – 26. März 2003         | Demokrat     |
| Togiola Talalelei A. Tulafono (kommissarisch) | * 1947      | 26. März 2003 – 7. April 2003          | Demokrat     |
| Togiola Talalelei A. Tulafono                 | s. o.       | 7. April 2003 – 3. Januar 2013         | Demokrat     |
| Lolo Letalu Matalasi Moliga                   | * 1947      | 3. Januar 2013 – 3. Januar 2021        | Unabhängiger |
| Lemanu Peleti Mauga                           | * 1960      | 3. Januar 2021 – 3. Januar 2025        | Demokrat     |
| Pula Nikolao Pula                             | * 1955      | 3. Januar 2025 – amtierend             | Republikaner |